# EPYKS 1.0
EPYKS 1.0 è un album degli Eterea Post Bong Band, registrato e prodotto al Fiscerprais di Alessandria, masterizzato al Disc2Disc e pubblicato nel 2009 dalla Trovarobato.

## Il disco
Si tratta di un ironico concept album incentrato sull'ICT, cioè sulle nuove tecnologie di comunicazione, utilizzate nella creazione stessa dell'album ma anche vero e proprio soggetto/oggetto del disco. Il titolo è lo speculare di Skype ma descrive anche lo spirito da colonna sonora epica che si respira nelle dodici tracce che lo compongono.
Da molti elementi più o meno nascosti nella mezz'ora di musica e nelle grafiche del digipak, si può intuire che l'intero lavoro è permeato da un'atmosfera molto giocosa. La prima traccia, un collage di suoni di telefonia, pc e voci, si chiama Inter Nos Explorers, titolo che può essere preso come sintetica dichiarazione di intenti: esploratori dell'inter nos, cioè dei mezzi che ci permettono di connetterci, ma anche buffa storpiatura di Internet Explorer, il noto browser Windows. Alla fine di Cavalcata pt.2, la tipica interferenza dei cellulari rovina il momento saliente del brano, causando un litigio tra i musicisti. Durante i-Dozer, seconda parte di Red Bulldozer, il brano si interrompe per un attimo come se qualcuno avesse premuto stop in un vecchio stereo a cassetta, stratagemma utilizzato anche da Aphex Twin ma con intenti diversi.
In EPYKS 1.0 si colgono elementi di ogni tipo: dalle reinterpretazioni delle colonne sonore di Psyco ed Alice nel Paese delle Meraviglie a campioni di Super Mario Bros e Malcolm McLaren; ogni cosa viene rivista con un eclettismo cialtrone ma ragionato. Ci sono inoltre nuove versioni di alcuni pezzi del loro primo EP autoprodotto "The Post Bong Adventure", come Sbaro, Esu e Medrogolis (già colonna sonora di un videogioco sponsorizzato da Discovery Channel e WWF).

## Le collaborazioni
Per tenere fede all'idea di partenza, gli Eterea si sono avvalsi di Skype e telefonia mobile per la registrazione in presa diretta di featuring vocali, tra cui spiccano Diego D'Agata, bassista e cantante negli storici Splatterpink e negli attuali Testadeporcu, e Zona, mc di San Marino. Ha inoltre collaborato al disco Valerio Canè (Afterhours, Mariposa), suonatore del curioso strumento russo theremin. Nella versione video di Red Bulldozer si sentono inoltre gli scratch di Rico dei Uochi Toki.

## Tracce
1. Inter Nos Explorers
2. Cavalcata pt.1
3. Necrophiliac Rock&Roll
4. Cavalcata pt.2
5. Cavalcata pt.3
6. Red Bulldozer / i-Dozer
7. Splatterthink
8. Sbaro
9. Esu
10. Brucaliffi
11. Medrogolis (città della gioia)
12. Giga Tiger